# Pristimantis chamezensis
Pristimantis chamezensis is een kikker uit de familie Strabomantidae. De soort werd beschreven en benoemd door Acosta Galvis, Andrés R., Ana M. Saldarriaga-Gómez, Beatriz Ramírez en Mario Vargas-Ramírez in 2020.
De soort is volgens fylogenetisch onderzoek het nauwst verwant met P. carranguerorum, P. bowara', P. lutitus, P. medemi, P. nicefori en P. savagei.

## Etymologie
De soortaanduiding "chamezensis" verwijst naar de gemeente Chámeza, waar de soort werd ontdekt. De naam is er gekomen is samenspraak van experts en de lokale bevolking.

## Voorkomen
De soort leeft in de Colombiaanse Andes, meer specifiek in het departement Casanare in een nevelwoud op de oostflank van de Cordillera Oriental. Hij is er waargenomen op een hoogte van 2125 tot 2160 meter. Het leefgebied is versnipperd en staat onder druk, waardoor de beschrijvende onderzoekers de soort als "kwetsbaar" bestempelen.

## Kenmerken
P. chamezensis onderscheidt zich van zijn verwanten in het geslacht Pristimantis door een grijs regenboogvlies met een zwart netwerk, bijna kegelvormige knobbeltjes op het bovenste ooglid, de kin die omzoomd is met onregelmatige, donkerbruine vlekken en kegelvormige knobbels op de hielen.